# Бучеджи
Планините Бучеджи (на румънски: Munţii Bucegi; на унгарски: Bucsecs-hegység) се намират в централната част на Румъния, южно от град Брашов. Те са дял от Южните Карпати, които принадлежат към планинската верига Карпати.
На изток Бучеджи имат много стръмен склон, спускащ се към популярните туристически дестинации в полината на река Прахова (например Бущени и Синая). На по-голяма надморска височина се намира платото Бучеджи, където валежите и вятърът са оформили скалите в изумителни фигури като Сфинкса и Стариците.
Смята се, че Бучеджи е дакийската митична планина Когайнон, в която митологичният герой Залмоксис обитава пещера.

## Части
Планините Бучеджи се разделят на три части:
- Планина Бучеджи (връх Ому – 2505 м)
- Планина Ляота (връх Ляота – 2133 м)
- Планина Пятра Краюлуй (връх Ла Ом – 2238 м)

Планините Ляота и Пятра Краюлуй са разделени от прохода Рукър-Бран. Някога той е бил граница между Влашко и Трансилвания и е охраняван от замъка Бран.

## Галерия
- Връх Ому, 2505 м
- Нанадолнището на връх Буксою
- Алпинисти в Бучеджи
- Величествени вертикални склонове в масива Бучеджи
- Еоличните стълбове „Стариците“
- Кръстът на героите на връх Карайман
- Сфинксът на Бучеджи
- Изглед от връх Омул
- Изглед към връх Карайман
- Кръстат на Карайман, изглед от връх Костила
- Високорастящо цвете в Бучеджи
- Стадо овце край Синая
- Долината на река Мълъйещ в края на есента
- Изкачване по Брана Аериана
- Парапланеристи в планините Бучеджи
- Бучеджи през лятото